# Bo Peep Bo Peep
"Bo Peep Bo Peep" là bài hát cũng như đĩa đơn của nhóm nhạc nữ Hàn Quốc T-ara. Bài hát được phát hành vào ngày 27 tháng 11 năm 2009, nằm trong album phòng thu đầu tay của nhóm Absolute First Album. Đây là ca khúc được T-ara chọn để quáng bá cho album cùng với "Like The First Time". Với ca khúc này, T-ara đã giành được tổng cộng 5 chiếc cúp trên các sân khấu âm nhạc hàng tuần (trong đó bao gồm: 3 cúp trên Inkigayo của đài SBS (đoạt Triple Crown) và 2 cúp trên Music Bank của đài KBS). "Bo Peep Bo Peep" cũng được thu âm lại bằng tiếng Nhật vào 28 tháng 9 năm 2011. Đĩa đơn tiếng Nhật bán được tổng cộng 87,168 bản, đứng nhất trên Oricon và được RIAJ trao chứng nhận Vàng cho cả hai phiên bản tải xuống trên điện thoại di động và trên máy tính cá nhân.

## Lịch sử phát hành
Để chuẩn bị cho sự trở lại của nhóm, T-ara cho phát hành video ca nhạc của 2 ca khúc "Bo Peep Bo Peep" và "Like The First Time". Để chọn ra ca khúc chủ đề chính cho album, nhóm mở ra cuộc bình chọn nhằm tìm ra ca khúc chủ đề chính cho album. Hơn 9,000 cư dân mạng từ hơn 9 cổng thông tin âm nhạc đã cùng tham gia bình chọn và "Like The First Time" là ca khúc chiến thắng. Tuy nhiên, nhóm quyết định quảng bá "Bo Peep Bo Peep" thay vì "Like The First Time". T-ara bắt đầu quảng bá đĩa đơn trên Music Bank vào ngày 4 tháng 12 năm 2009. Sau khi kết thúc quảng bá cho "Bo Peep Bo Peep", nhóm mới bắt đầu tiếp cho "Like The First Time".

### Phiên bản tiếng Nhật
Ngày 4 tháng 8 năm 2011, "Bo Peep Bo Peep" đã được chọn là ca khúc ra mắt của nhóm tại thị trường Nhật Bản. Đĩa đơn sẽ được phát hành vào ngày 28 tháng 9 năm 2011 với hai phiên bản là phiên bản giới hạn và phiên bản thường, phiên bản tiếng Nhật cho "I Go Crazy Because Of You" ở mặt B. Video ca nhạc của bài hát được phát hành vào ngày 01 tháng 9 trên kênh truyền hình cáp Nhật Bản Space Shower TV. Đĩa đơn ra mắt trên Oricon's Daily Chart với vị trí thứ #1 cùng 20,068 bản được bán ra vào ngày đầu tiên. Giúp T-ara trở thành nhóm nhạc Hàn Quốc đầu tiên đạt được vị trí số #1 trong Oricon và là nhóm nhạc thứ ba của Hàn Quốc sau "Replay-Kimi wa Boku no Everything" của Shinee và "Your Luv" của MBLAQ. "Bo Peep Bo Peep" ra mắt ở ngay vị trí thứ #1 trên biểu đồ xếp hạng tuần của Oricon, trở thành nhóm nhạc nữ đầu tiên của Hàn Quốc ra mắt ở vị trí số 1.

## Danh sách ca khúc
| Đĩa đơn tiếng Nhật: | Đĩa đơn tiếng Nhật:                                                                        | Đĩa đơn tiếng Nhật: | Đĩa đơn tiếng Nhật:             | Đĩa đơn tiếng Nhật: |
| STT                 | Nhan đề                                                                                    | Phổ lời             | Phổ nhạc                        | Thời lượng          |
| ------------------- | ------------------------------------------------------------------------------------------ | ------------------- | ------------------------------- | ------------------- |
| 1.                  | "Bo Peep Bo Peep" (Japanese version)                                                       | Zoop                | Shinsadong Tiger, Choi Kyu-sung | 3:49                |
| 2.                  | "LOVE ME! ～Anata no Sei de Kurisou" (あなたのせいで狂いそう; I Go Crazy Because of You () |                     | Cho Young Soo, Kim Tae Hyun     | 3:16                |
| 3.                  | "Bo Peep Bo Peep" (Inst.)                                                                  |                     |                                 | 3:48                |
| 4.                  | "LOVE ME! ～Anata no Sei de Kurisou" (Inst.)                                               |                     |                                 | 3:15                |
| Tổng thời lượng:    | Tổng thời lượng:                                                                           | Tổng thời lượng:    | Tổng thời lượng:                | 14:08               |

| DVD: | DVD:                                    | DVD:       |
| STT  | Nhan đề                                 | Thời lượng |
| ---- | --------------------------------------- | ---------- |
| 1.   | "Bo Peep Bo Peep (JAPAN ORIGINAL ver.)" | 7:06       |

## Xếp hạng

### Phiên bản tiếng Hàn
| Bảng xếp hạng              | Xếp hạng cao nhất       |
| -------------------------- | ----------------------- |
| Gaon Weekly Digital Chart  | 4                       |
| Gaon Monthly Digital Chart | 17                      |
| Gaon Yearly Download Chart | 82 (1.609.112 lượt tải) |

### Phiên bản tiếng Nhật

#### Oricon
| Phát hành           | Bảng xếp hạng               | Xếp hạng cao nhất | Doanh số | Tổng doanh thu |
| ------------------- | --------------------------- | ----------------- | -------- | -------------- |
| 28 tháng 9 năm 2011 | Bảng xếp hạng đĩa đơn ngày  | 1                 | 49,712   | 76,135         |
| 28 tháng 9 năm 2011 | Bảng xếp hạng đĩa đơn tuần  | 1                 | 49,712   | 76,135         |
| 28 tháng 9 năm 2011 | Bảng xếp hạng đĩa đơn tháng | 7                 | 49,712   | 76,135         |

#### Bảng xếp hạng khác
| Bảng xếp hạng                                                 | Xếp hạng cao nhất |
| ------------------------------------------------------------- | ----------------- |
| Billboard Japan Hot 100                                       | 1                 |
| RIAJ Digital Track Chart                                      | 3                 |
| RIAJ Digital Track Chart (LOVE ME! ~Anata no Sei de Kurisou~) | 91                |

### Bán lẻ
| Chứng nhận                           | Doanh số        |
| ------------------------------------ | --------------- |
| RIAJ full-length cellphone downloads | Vàng (100,000+) |
| RIAJ PC downloads                    | Vàng (100,000+) |
| RIAJ physical shipping certification | Vàng (100,000+) |

## Lịch sử phát hành
| Nước     | Ngày                 | Định dạng       | Nhãn hiệu           |
| -------- | -------------------- | --------------- | ------------------- |
| Hàn Quốc | 27 tháng 11 năm 2009 | Tải kĩ thuật số | Core Contents Media |
| Nhật Bản | 28 tháng 9 năm 2011  | Đĩa đơn CD      | EMI Music Japan     |
| Nhật Bản | 5 tháng 10 năm 2011  | Tải kĩ thuật số | EMI Music Japan     |